# Ystads teater

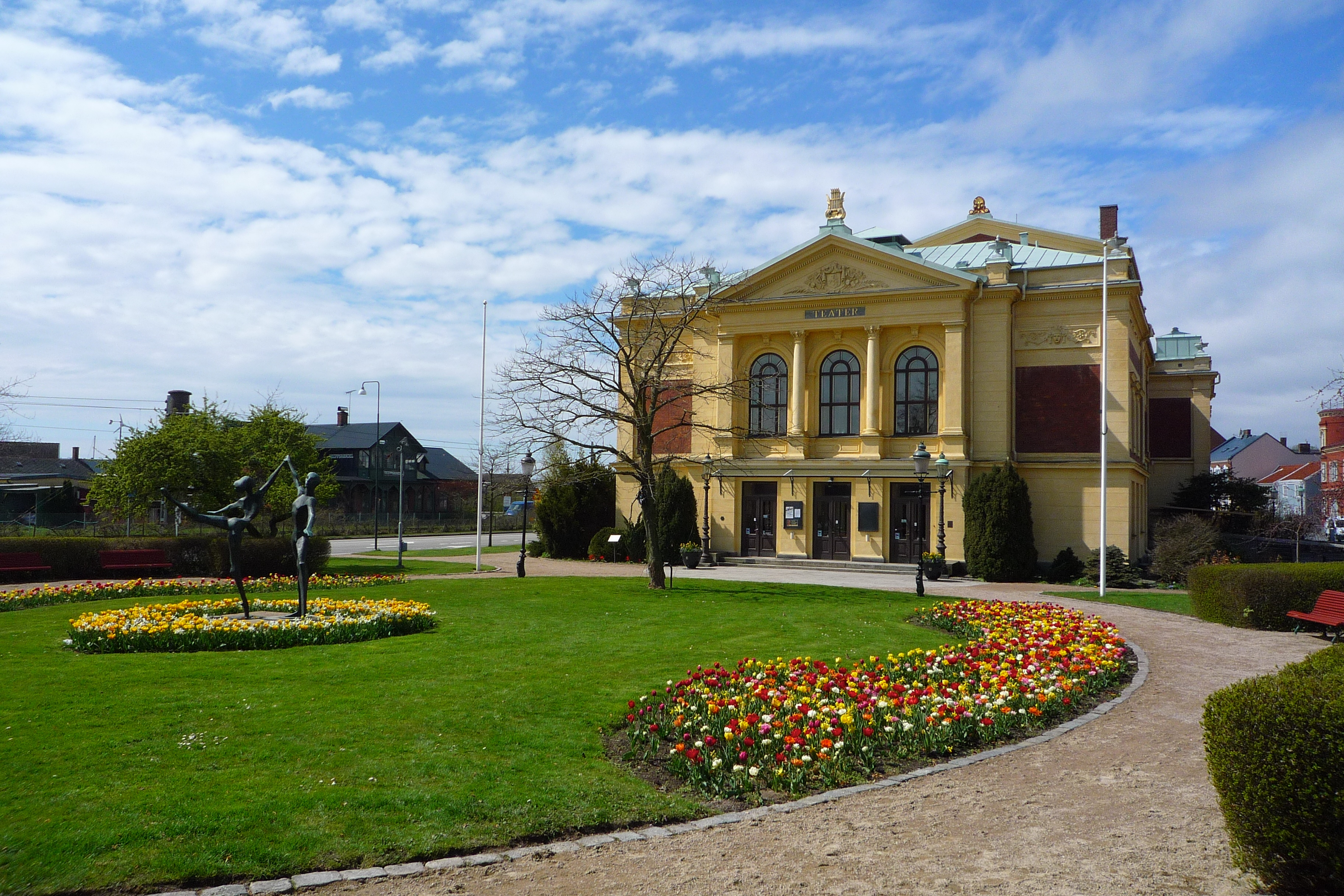
Ystads teater.

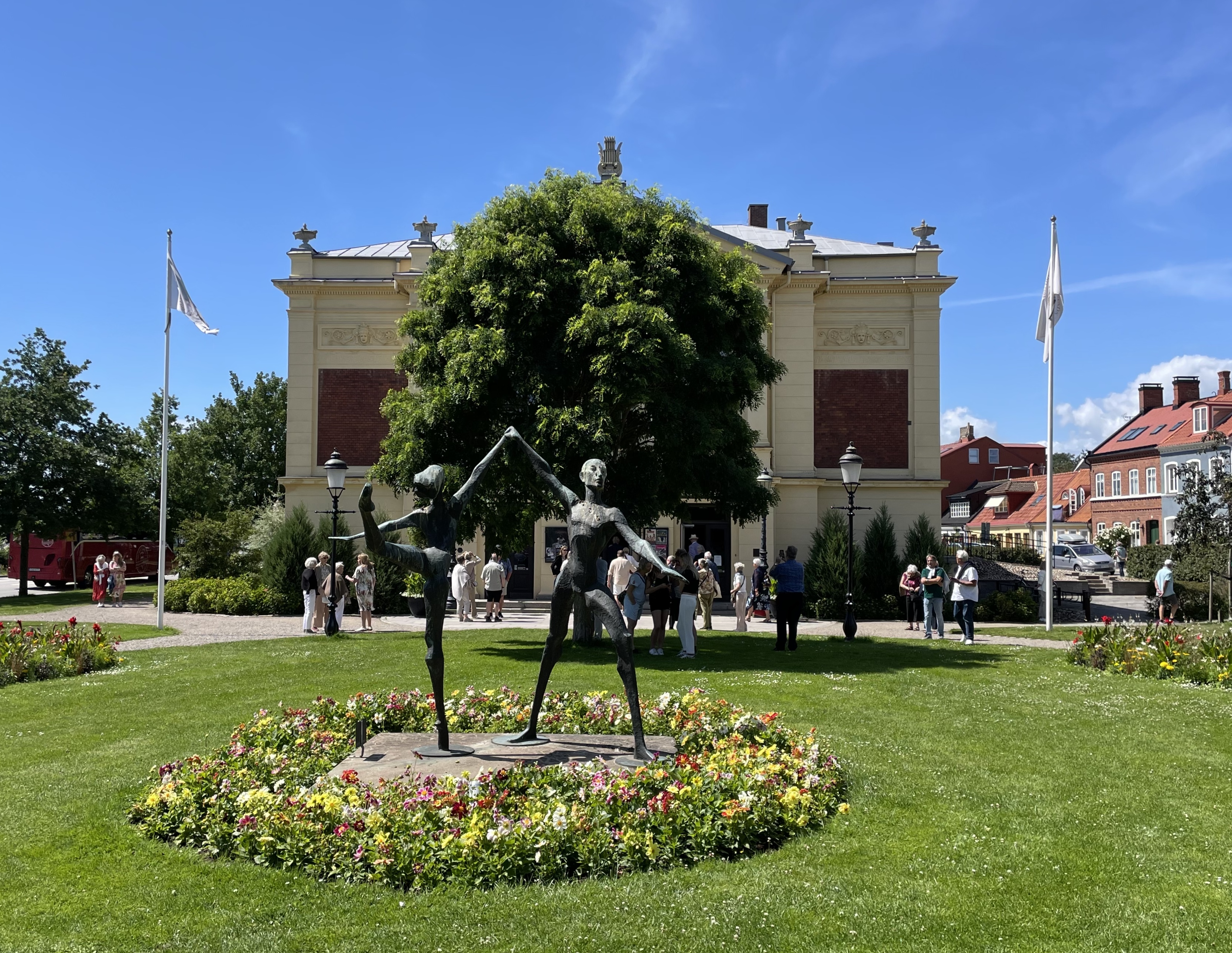
Ystads teater med skulpturgruppen "Pas de deux" från 1976 av Birgitta Stenberg-Hultén.

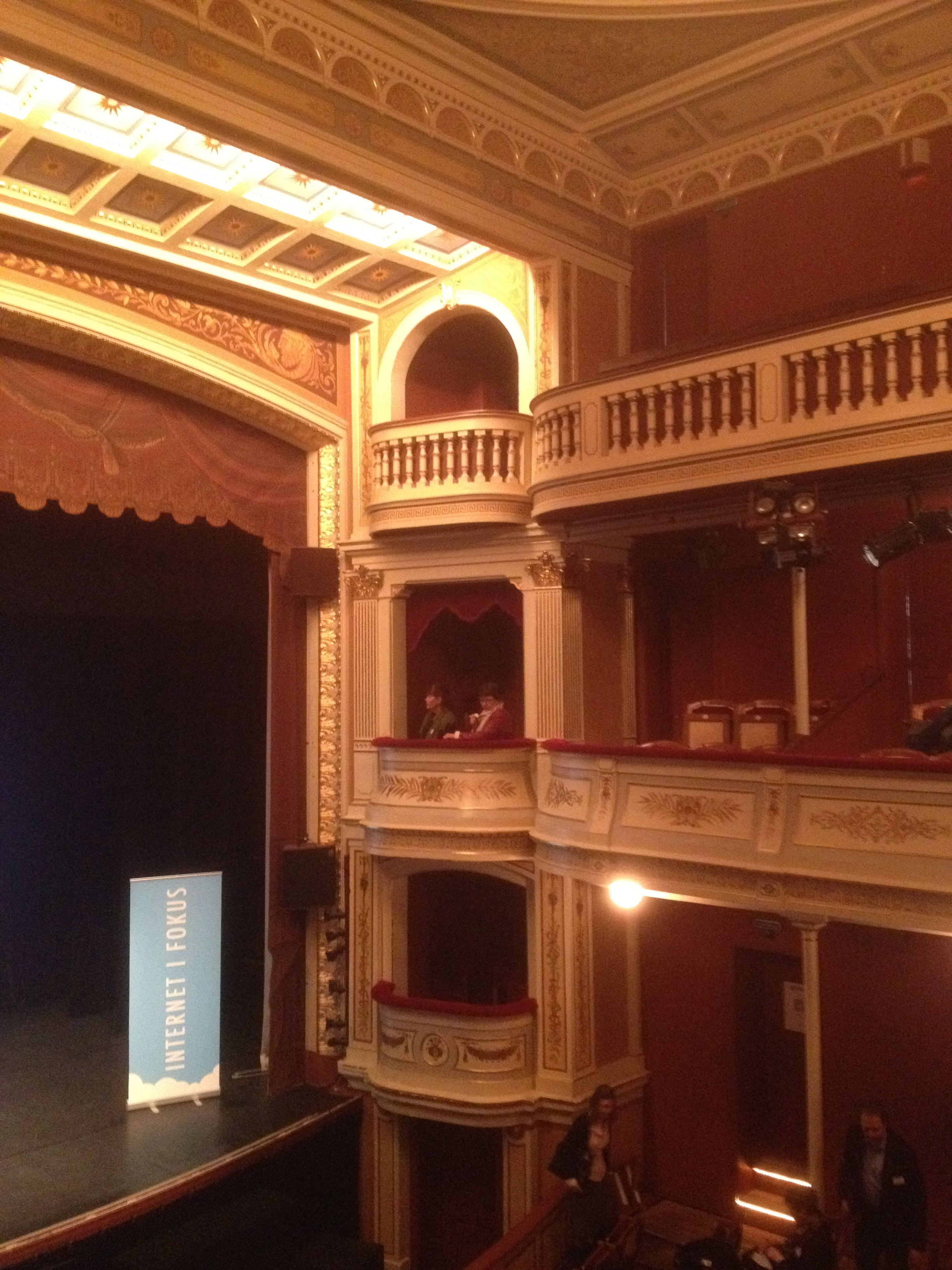
Interiör.

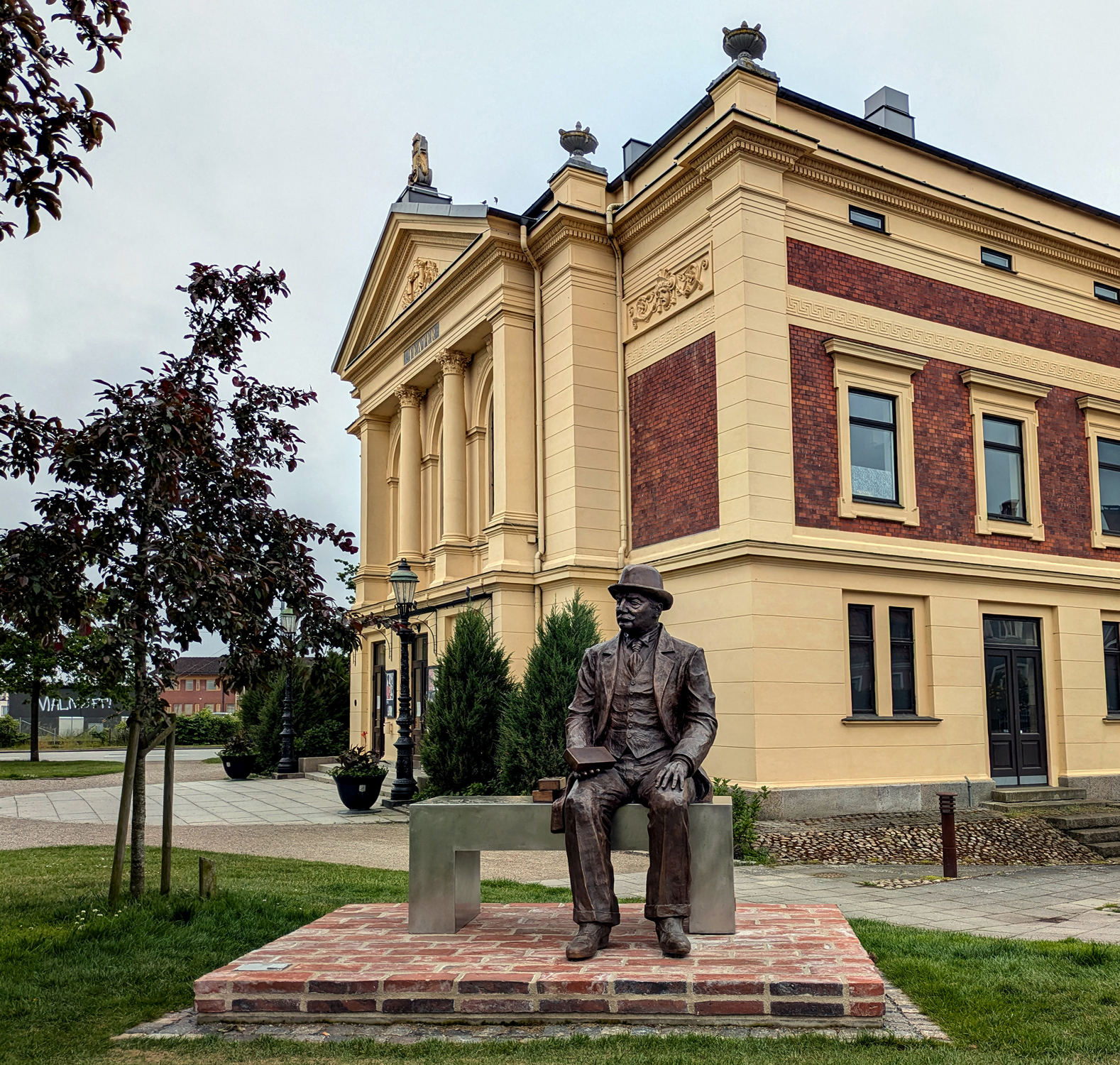
Staty av Peter Boisen vid Ystads Teater, statyn invigdes 23 april 2025.

Ystads teater är en teater i centrala Ystad. Teaterbyggnaden uppfördes i nyrenässans 1893–1894 efter ritningar av stadsarkitekt Peter Boisen. Teaterbyggnaden är monumentalt placerad norr om Sjömansgatan nära hamnen och västra infarten.
Ursprungligen kallades byggnaden för Ystads Nya Teater, detta i motsats till den gamla teaterbyggnaden från 1842, som legat vid Stortorget, men som brann ner 1891. Teatern hade ursprungligen 500 platser. Idag räknar man med 468 platser varav 110 lyssnarplatser. 
På teatern finns en unik samling originalkulisser målade i Carl Grabows ateljé. Teatern ingår i det nordiska avsnittet av Europavägen historiska teatrar. Byggnaden är byggnadsminne sedan den 25 januari 1994.

## Historik och beskrivning
Ystads teater är uppförd i nyklassicistisk stil med murpartier i röd klinker lagda i kopparförband. Sockelparti och dekorativa element är utförda i ljust avfärgad puts. Huvudentrén är vänd åt öster och upptas av en putsad portal med tre dörr- och fönsteraxlar. Fasaderna är rikt utsmyckade. Taket är klätt med grönmålad plåt. Teaterbyggnaden var ett modernt bygge för sin tid med avancerad byggteknik i betong och gjutjärn. Exempelvis finns ett system med brandsäkra utrymningsvägar efter dåtida tyska normer och ett ventilationssystem av samma modell som i parlamentet i London.
Teatern byggdes för gasljus, men fick elektriskt ljus redan i början av 1900-talet. Invändigt har byggnaden inte förändrats i någon högre grad. Scenmaskineriet är unikt, utöver detta är det endast Drottningholms slottsteater, som har något motsvarande i Sverige. Byggnaden genomgick 1989–93 en genomgripande restaurering då den i princip återställdes till originalskick och liknar Kungliga Operan både i stil och uppbyggnad. Likheten förstärks av att teaterns ridå och interiördekor utformades av Stockholmsoperans inredningsarkitekt Carl Ludwig Grabow.

## Maskineri
När teatern invigdes var den en av de sista teatrarna i Sverige med ett gammaldags kulissmaskineri, konstruerat av maskinmästare Carl Petter Svensson, som möjliggjorde stora kulissbyten inför öppen ridå. Detta ansågs dock vara en omodern teknik och maskineriet kom att användas i mycket begränsad omfattning. Under 1900-talet byggdes teatern om i flera etapper och det gamla maskineriet försvann undan för undan.
Till teaterns 100-årsjubileum 1994 återställdes emellertid det gamla maskineriet i sitt ursprungliga skick. Drivande i restaureringsarbetet var teaterhistorikern Per Simon Edström. Byggnaden är därmed den enda teater i Sverige vid sidan av Drottningholms slottsteater, som kan visa upp ett fullt fungerande kulissmaskineri av gammalt slag.

## Användning
Inledningsvis dominerade teaterföreställningar, men det förekom även andra arrangemang som revyer och boxningsmatcher.
Hösten 2006 blev teatergruppen Teatrum fast repertoarteater. Teatrum hade grundats 2004 av producenten Josefine Tengblad och regissören Theresé Willstedt och hade dittills verkat som sommarteater på olika platser i Sverige. Den 3 november 2006 hade de premiär på Anton Tjechovs Måsen, som spelades i en månad. I april 2007 satte man upp Fröken April. Verksamheten blev dock kortvarig och upphörde redan 2008.
Sedan 2010 är byggnaden huvudscen för Ystad Sweden Jazz Festival första helgen i augusti. 
Riksteatern gör regelbundna gästspel, men även lokalt producerade föreställningar sätts upp, till exempel av Ystads Stående Teatersällskap. På somrarna spelas ofta opera. Sommaren 2012 inleddes en större satsning, Ystad operasommar, med masterclasser och flera olika produktioner.

### Sommaropera i Ystad
År 1978 startade Ystadoperan under ledning av Richard Bark sin verksamhet och en ny uppmärksammad tradition av årlig professionell sommaropera. Många äldre och nyare internationella verk har fått sin Sverigepremiär här och många sångare med flera har fått konstnärliga genombrott här genom åren.
På grund av bland annat ekonomiska frågor övertog en annan organisation, Ystad Operafestival, under ledning av Charlotta Huldt-Ramberg och Hans Ramberg operatraditionen åren 1998–99, och efter Ystadoperan 2000 övertogs den av ännu en part, Opera i Ystad under ledning av Berth Nilsson några år från 2001. Därefter har detta varvats med gästspel från Köpenhamn, Skånska Operan, Operafabriken och andra. 2012 återkom Ystadoperan igen.
I anslutning till denna operatradition har en publikförening för intressestöd och folkbildning bildats, Operans Vänner i Ystad, vilken även presenterar fortlöpande information om historia och aktuell verksamhet.

### Sommaroperaproduktioner
- 1978  Teaterdirektören av Mozart samt Brösten på Thérèse av Francis Poulenc
- 1979  Kärlekstorget av Ermanno Wolf-Ferrari
- 1980  Jonny spelar upp av Ernst Krenek
- 1981  Vår man i Havanna av Malcolm Williamson
- 1982  Silversjön av Weill
- 1983  Nusch-Nuschi i trubbel på Tahiti av Paul Hindemith/Bernstein
- 1984  Bohème av Ruggiero Leoncavallo
- 1985  Näsan av Sjostakovitj
- 1986  Luisa Miller av Verdi
- 1987  Den döda staden av Erich Wolfgang Korngold
- 1988  Svalan av Puccini
- 1989  Akhnaten av Glass
- 1990  Mefistofeles av Arrigo Boito
- 1991  Ryttaren av Aulis Sallinen
- 1992  Resan till Reims av Rossini
- 1993  Blodsbröllop av Sándor Szokolay (spelades på idrottshallen "Bollen" på grund av renovering av teatern)
- 1994  Adriana Lecouvreur av Francesco Cilea
- 1995  Kvinnornas hopp- Mördare & Sankta Susanna av Hindemith
- 1996  Maskerna av Pietro Mascagni
- 1997  Helgonet på Bleecker Street av Gian Carlo Menotti
- 1998  Cherubin av Jules Massenet
- 1999  Powder Her Face av Thomas Adès
- 2000  Trubaduren av Verdi
- 2001  Trollflöjten av Mozart
- 2002  Figaros bröllop av Mozart
- 2003  La Bohème av Puccini (gästspel av Rialtoteatret Köpenhamn)
- 2004  Orfeus och Eurydike av Gluck
- 2005  Così fan tutte av Mozart
- 2006  Zaide och  Don Giovanni av Mozart
- 2007  Jakt (Venus och Adonis av John Blow samt Actéon av Marc-Antoine Charpentier)
- 2008 Figaros bröllop / Den galna dagen av Mozart + Orfeo av Monteverdi
- 2009   —
- 2010 Ystad Operafestival.
- 2011 La traviata av Verdi (Skånska operan) + Don Giovanni av Mozart (Operafabriken)
- 2012 Ystadoperan Rediviva (minnestablå) + Cavalleria Rusticana av Pietro Mascagni
- 2013 Maria Stuart (originaltitel Maria Stuarda), opera av Gaëtano Donizetti (Operafabriken)
- 2014 Titus Mildhet (originaltitel La clemenza di Tito), opera av W.A. Mozart (Operafabriken)
- 2015 Läderlappen, Kammaropera Syd i nyöversättning och regi av Rickard Söderberg
- 2015 La Gioconda, opera av Amilcare Ponchielli (Operafabriken)
- 2016 Otello, opera av Giuseppe Verdi (Operafabriken)
- 2016 Glada Änkan, Kammaropera Syd i nyöversättning och regi av Rickard Söderberg
- 2017 Teaterhotellet, Kammaropera Syd, Egenskrivet i regi av Melker Sörensen
- 2018 Läderlappen, Kammaropera Syd. Regi Niklas Reisbeck. Filmad av SVT.
- 2019 En nunna för mycket, Kammaropera Syd. Egenskrivet i regi av Melker Sörensen.
- 2022 Askungen, Kammaropera Syd. Regi av Melker Sörensen.
- 2023 Casanova, Kammaropera Syd. Regi av Melker Sörensen.
- 2024 Gudar & Gudinnor, Kammaropera Syd. Regi av Melker Sörensen.